# 埤子頭 (嘉義縣新港鄉)
埤子頭，原寫為埤仔頭，是臺灣嘉義縣新港鄉的一個傳統地域名稱，位於該鄉東北部。相較於今日行政區，其範圍大致包括埤子村不含東北半葉的北北西側，以及溪口鄉的美北村西北端。

## 歷史
台灣日治初期，埤子頭地區為一街庄（舊制街庄），稱為「埤仔頭庄」，隸屬於打貓西堡。該庄西北與崙仔庄為鄰，東北與柴林腳庄為鄰，東南邊為崙尾庄、海豐仔庄，西南邊為古民庄。
1901年（日治明治三十四年）11月11日，全台設置二十廳，該庄隸屬於嘉義廳。1904年（明治三十七年）2月15日，該庄編入「大潭區」，隸屬於嘉義廳。1909年（明治四十二年）10月25日，全台整併二十廳為十二廳，該庄仍隸屬於嘉義廳。1910年（明治四十三年）1月18日，各區管轄區域調整，該庄改隸屬於嘉義廳的「新港區」。
1920年（大正九年）10月1日，全台廢十二廳改設五州二廳，該庄改制並雅化為「埤子頭」大字，隸屬於臺南州嘉義郡新巷庄（新制街庄）。
戰後新巷庄改制為新港鄉，隸屬於臺南縣，大字亦改制為村。1950年（民國39年）10月25日，雲、嘉、南分治，新港鄉改隸屬於嘉義縣。

## 聚落
本地區發展較早的聚落為埤仔頭，在日治期初期的官方地圖上已有記載。

## 交通
縣道145甲線是土庫至新港的道路，其南側端點（終點）位於本地區西南部邊界地帶的縣道157號路口。由此北行可前往雲林縣元長鄉東部、土庫鎮，並止於土庫圓環，也就是鄉道雲100線終點路口暨鄉道雲173線起點路口。
縣道157號是斗南至過溝的道路，經過本地區埤仔頭聚落南郊。由該道路（大方向）北行可前往溪口溪、雲林縣大埤鄉、大埤鄉/斗南鎮邊界，並止於斗南鎮市區南郊的省道台1線路口；南行可前往新港鄉新港市區、六腳鄉、朴子市、東石鄉東南端、布袋鎮北部的過溝，並止於省道台17線路口。
鄉道嘉85線是溪口至大潭的道路。
鄉道嘉86線是崙仔至埤仔頭的道路。